# Miguel Ángel Díaz
Miguel Ángel Díaz Arévalo (né le 27 janvier 1957 à Chalatenango au Salvador) est un joueur de football international salvadorien qui évoluait au poste de défenseur, avant de devenir ensuite entraîneur.

## Biographie

### Carrière de joueur

#### Carrière en club
Miguel Ángel Díaz évolue principalement en faveur des clubs du CD Chalatenango et du Luis Ángel Firpo.
Son palmarès est constitué de trois titres de champion du Salvador, tous remportés avec le Luis Ángel Firpo.

#### Carrière en sélection
Miguel Ángel Díaz joue en équipe du Salvador entre 1981 et 1989.
Il figure dans le groupe des sélectionnés lors de la Coupe du monde de 1982. Lors du mondial organisé en Espagne, il joue deux matchs : contre la Belgique, et l'Argentine.

## Palmarès

### Palmarès de joueur
| Chalatenango - Championnat du Salvador D2 (1) : - Champion : 1989-90. |  | Luis Ángel Firpo - Championnat du Salvador (3) : - Champion : 1990-91, 1991-92 et 1992-93. |

### Palmarès d'entraîneur
UES
- Championnat du Salvador D2 (1) :
  - Champion : 2010 (Clôture).